# Rapturous Blue
「Rapturous Blue」（ラプチュラス・ブルー）は、1996年リリースのポケットビスケッツのデビューシングル。
1stアルバム『Colorful』及び、20周年記念アルバム『THANKS 20th Edition 〜Pocket Biscuits Single Collection+』の英語版の歌詞を翻訳したのは、高尾直樹。

## 解説
日本テレビ「ウッチャンウリウリ!ナンチャンナリナリ!!」及び「ウッチャンナンチャンのウリナリ!!」から誕生した3人組ユニット「ポケットビスケッツ」のデビュー曲。
公式ガイドブックには「10週連続で100位以内にランクインして累計50万枚を売り上げた」と記載がある。
オリコン初登場25位。最高位は20位。
- 同番組から誕生し、同日に発売されたMcKeeの「Can't Stop My Heart」と番組エンディングをかけた対決に発展。オリコンの週間チャートの初登場順位が上位の方が勝利という内容で、McKeeは28位だったためポケビの勝利となった。
- バンドという風体だが、この曲でテルとウドは演奏しておらず当て振りである。
- プロデューサーおよび作曲したパッパラー河合によると「踊れる曲がいい」との注文をされていた[2]。
- 2020年11月24日、千秋がYouTubeチャンネルの登録者10万人達成を記念してセルフカバーした動画を公開した[3]。
- ポケビが結成されて曲を出すことになった際、作曲はパッパラー河合で決まっていたが、作詞を誰がやるのか決まっていなかった。どうしても作詞がしたかった千秋は、子どもの頃から書き溜めた作詞ノート100冊を持って番組のプロデューサーたちに直談判。「だったらやってみろ」と言ってもらえて、誕生した曲が「Rapturous Blue」だという[4]。

## 収録曲
1. Rapturous Blue
作詞：CHIAKI & ポケットビスケッツ、作曲・編曲：パッパラー河合
2. Rapturous Blue（オリジナル・カラオケ）

## アレンジ違いについて
Rapturous Blueにはフィリピンでリリースされた英語バージョン、日本でリリースされたシングルバージョン、1stアルバム『Colorful』に収録された「1997 Album Version」と「New Sound English Memorial Version」の4つのアレンジが存在する。収録状況は次の項目を参照。

## 収録アルバム
- Colorful(#1) - 「1997 Album Version」と「New Sound English Memorial Version」を収録
- THANKS(#1) - シングルバージョンを収録
- スーパー・ベスト(#1) - シングルバージョンを収録
- THANKS 20th Edition 〜Pocket Biscuits Single Collection+(#1) - シングルバージョンと「New Sound English Memorial Version」を収録